# Woonerf
 (décembre 2014).

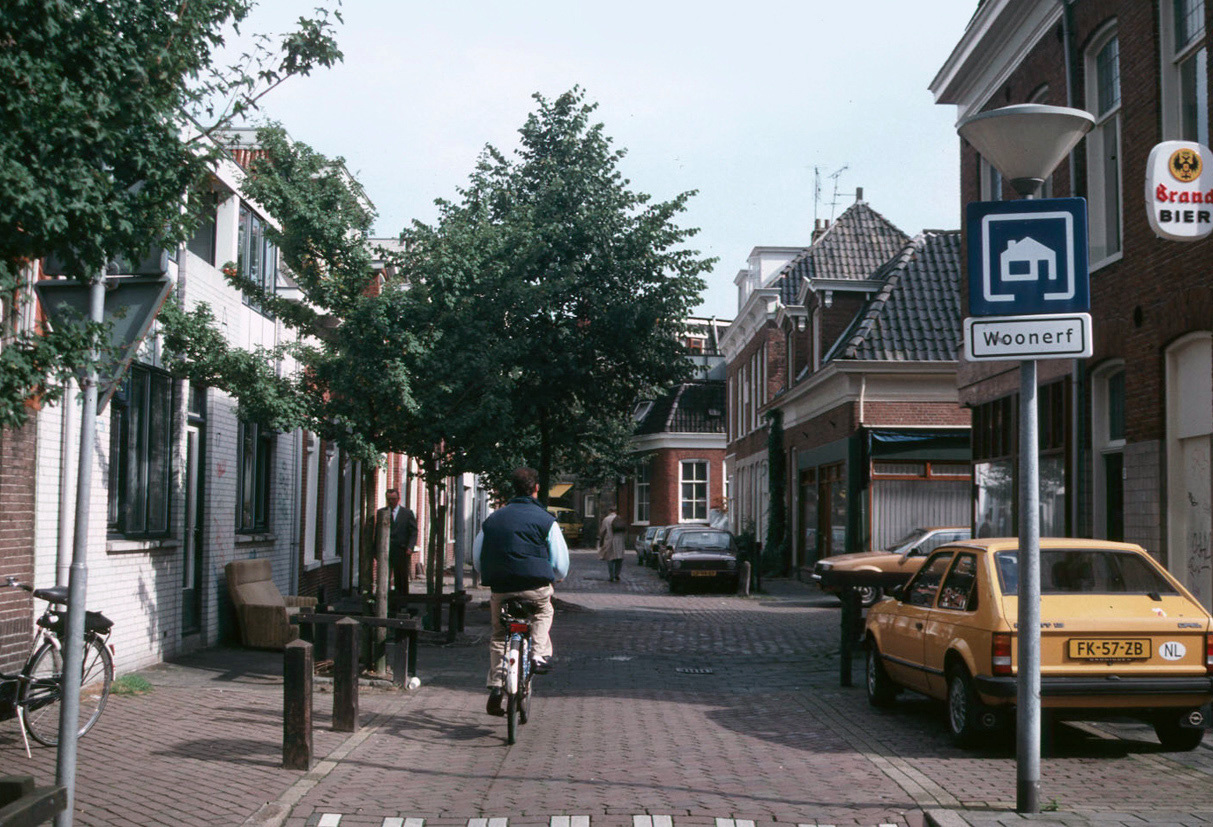
Woonerf aux Pays-Bas.

Le terme woonerf provient de la langue néerlandaise et il signifie « cour résidentielle » (Zone résidentielle). Il s’agit d’un aménagement de la rue qui permet à la fonction habitat de prendre le dessus sur la circulation. L’automobile n’y est pas bannie, mais la priorité est donnée au piéton et aux vélos et l’aménagement est propice à la tenue de diverses activités. Aux Pays-Bas et en Belgique, il est possible de reconnaître le woonerf grâce à sa signalisation particulière.
L’objectif général du woonerf est l’amélioration de la qualité des quartiers par la priorité donnée aux piétons et aux vélos. La recherche d’une diminution de la vitesse des véhicules n’est pas une finalité recherchée, mais plutôt une condition permettant à la vie de quartier d’être améliorée.

## Évolution du concept
Le woonerf est un type d’aménagement de la rue qui a émergé vers la fin des années 1960, alors que les villes étaient progressivement envahies par l’automobile. En 1963, Collin Buchanan, ingénieur anglais au ministère des Transports, publie un rapport dans lequel il note une relation entre la dégradation des quartiers résidentiels et l’important besoin d’aménager des routes efficientes. Face à ce constat, l’ingénieur arrive à la conclusion qu’il existe des zones où la circulation doit être ségrégée et d’autres où les piétons et les automobilistes devraient cohabiter (Southworth et Ben-Joseph, 1997).
Inspiré par les idées de Buchanan, un néerlandais nommé Niek de Boer donne naissance au concept de woonerf. Celui-ci aménage le premier woonerf, en 1968, dans la ville d’Emmerhout aux Pays-Bas (DASH, 2010). Selon lui, les compromis entre la voiture et le transport actif sont indésirables c’est pourquoi il aménagera des sentiers piétonniers favorisant les déplacements du piéton. Les résidences sont quant à elles implantées le long d’une série de petites places qui forment une grande cour. Puisque ce modèle a surtout été utilisé dans les nouveaux quartiers périphériques, les woonerfs sont rarement en lien avec le reste de la ville, ce qui donne à l’espace une nature plus collective que publique. 
Le deuxième modèle de woonerf est le fruit du travail de Joost Vahl, un étudiant diplômé de Nick de Boer ayant interprété autrement les principes du woonerf. Ce dernier voyait le woonerf comme un refuge résidentiel dans un système de voies largement dominé par l’automobile. Il travailla en étroite collaboration avec la population de la ville de Delft afin d’aménager des woonerfs, choisissant pour sa part de combiner les aires de jeux et les espaces pour la circulation motorisée dans un seul espace. Cette deuxième version du woonerf repose sur la cohabitation des divers usagers de la route, principe qui est rendu possible grâce à la réduction de la vitesse de circulation des automobilistes. Étant donné que ce modèle sera aménagé dans des secteurs déjà construits, il sera plus facile de rattacher les nouveaux aménagements à la trame existante ce qui donnera à la fois un caractère public et collectif à l’espace.
Devant l’important besoin de revitaliser les quartiers et d’en aménager de nouveaux, le woonerf gagna en popularité lors des années 1970. De plus, compte tenu de la flexibilité offerte par les différents modèles, celui-ci a été aménagé dans différents contextes afin de répondre à des besoins très variés. Le succès du woonerf aux Pays-Bas s’est ensuite traduit par l’adoption d’une réglementation, en 1976, qui reconnaît la priorité aux piétons et cyclistes et limite la vitesse des voitures dans ces espaces. Le règlement instauré par le gouvernement hollandais répond davantage aux principes de l’aménagement du deuxième modèle soit celui où tous les usagers partagent un même espace. Par la suite, la renommée grandissante du woonerf a mené à son implantation dans plusieurs autres pays tels l’Allemagne (1976), la Suède (1977), le Danemark (1977), le Royaume-Uni (1977), la France (1979), le Japon (1979) et l’Israël (1981) (Ben-Joseph, 1995). Toutefois, le mouvement d’aménagement de woonerf stagna au cours des années 1980, notamment en raison de la crise de logement, mais aussi du retour de la volonté de séparer clairement les espaces publics et les espaces privés dans les nouveaux développements résidentiels (DASH, 2010).
Depuis une dizaine d’années, compte tenu de l’important besoin d’aménager des rues conviviales pour les piétons, il y a cependant un nouvel engouement pour le woonerf ainsi que ses variantes. Cette fois par contre, l’intérêt ne se limite pas aux secteurs résidentiels. En effet, les plus récentes variantes du woonerf tente d’en instaurer les principes dans d’autres secteurs de la ville tels les centres historiques, les zones scolaires ainsi que les artères commerciales.

## Les premières expériences québécoises
Malgré le fait que la mobilité durable soit une préoccupation grandissante au Québec, le woonerf demeure une approche peu répandue au Québec. En 2011, deux projets étaient en cours de planification au Québec.

### La rue Sainte-Claire partagée
Depuis 2005, le comité populaire Saint-Jean-Baptiste à Québec travaille à l’élaboration d’un plan d’aménagement sur la rue Sainte-Claire à Québec qui s’inspire fortement du concept de woonerf. Le tronçon de la rue Sainte-Claire concerné par ce réaménagement est déjà fortement achalandé par les piétons puisqu’il permet d’accéder à la haute-ville. Étant donné que la rue est située dans un secteur assez ancien, les trottoirs sont de petites dimensions, et, qui plus est, sont encombrés par des poteaux électriques et mal déneigés en hiver. Ainsi, la population a déjà l’habitude de marcher dans la rue puisqu’il est plus facile pour elle d’y circuler. Le projet proposé vise donc à confirmer le droit des piétons d’utiliser la rue pour se déplacer en plus de fournir des espaces publics de qualité dans le quartier. 
Depuis 2005, le comité populaire Saint-Jean-Baptiste mène, en étroite collaboration avec la population, une démarche pour donner la priorité aux piétons sur la rue Sainte-Claire. En avril 2006, un premier projet-pilote a été présenté à la population. Globalement, les résidents présents se sont montrés en faveur de la suppression des trottoirs et du partage de l’espace entre les différents usagers (Infobourg, avril 2006). En 2008, le projet connaîtra un second souffle alors que la Ville de Québec adopte officiellement le projet et engage une personne responsable de la concrétisation de ce projet (Infobourg, octobre 2008). Au printemps 2010, la ville et le conseil de quartier présenteront à nouveau le projet à la population. Plusieurs recommandations furent alors formulées par les résidents et le comité populaire afin de bonifier le projet (Infobourg, juin 2010). La version revue et améliorée du projet sera alors soumise à la population en décembre 2010. Celle-ci reçut l’appui de la population et devint donc la version définitive du projet (Infobourg, mars 2011). Certains citoyens se sont cependant montrés inquiets relativement à la question du stationnement, toutefois,  il a été entendu que des places seraient conservées dans la rue puisque plusieurs résidents possèdent une automobile.
La démarche d’élaboration du projet a été menée en collaboration avec la population. D’ailleurs, dans le cadre du projet de la rue Sainte-Claire, le comité populaire St-Jean-Baptiste organise annuellement une activité de cabane à sucre afin de mobiliser la population. En plus, lors de l’été 2006, un barbecue et une vente trottoir ont également eu lieu dans la rue. Ces activités ont permis notamment de démontrer à la population que la rue peut servir à d’autres activités que la circulation motorisée.
Comité populaire Saint-Jean-Baptiste: http://www.compop.net/

### La ruelle du collecteur Saint-Pierre
La ruelle du collecteur Saint-Pierre est située entre les rues Sainte-Marie et Saint-Ambroise dans l’arrondissement Le Sud-Ouest à Montréal. Dans la lutte contre les îlots de chaleur, l’arrondissement a obtenu en 2010 une subvention afin de transformer une ruelle complètement asphaltée en un espace plus vert. Cependant, compte tenu du fait que cet espace est utilisé par les résidents afin de se garer, l’arrondissement a décidé de s’inspirer du concept de woonerf afin d’aménager une ruelle où l’automobile (et l’asphalte) occupe moins d’espace, permettant ainsi à la population résidente d’utiliser la ruelle pour la pratique de diverses activités.
Au contraire du projet de la rue Sainte-Claire à Québec, le projet du collecteur Saint-Pierre répond à des objectifs qui sont davantage reliés à la santé et l’environnement. Toutefois, cela n’empêche pas le fait qu’un environnement plus accueillant pour les piétons sera créé ce qui pourra avoir un effet positif sur les déplacements actifs.